# Joachim Bischoff

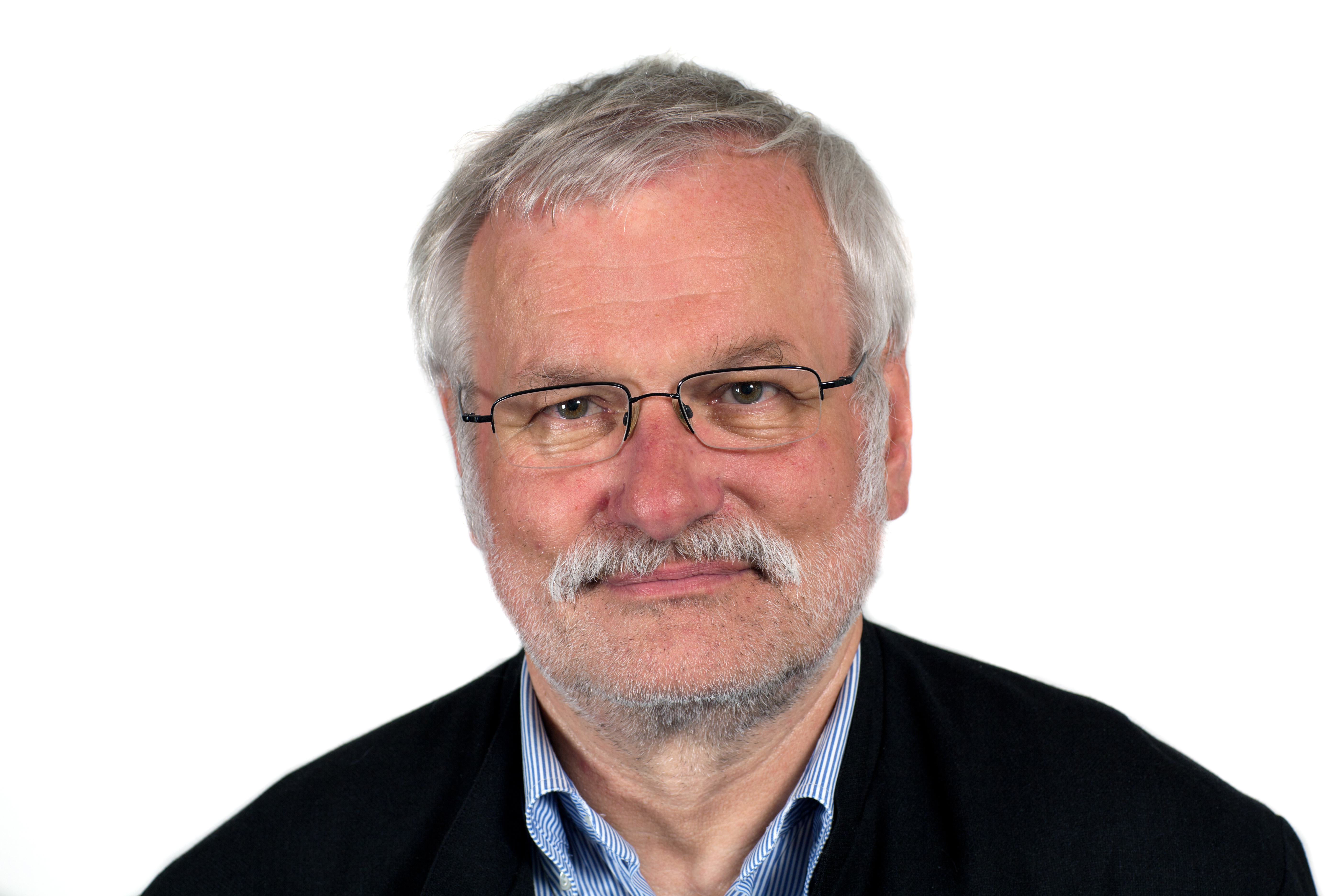
Joachim Bischoff, 2011

 Joachim Bischoff (* 28. Mai 1944 in Swinemünde) ist ein deutscher Soziologe, Publizist, Sachbuchautor und ehemaliger Politiker (Die Linke). Er war Mitglied der Hamburgischen Bürgerschaft.

## Leben
Joachim Bischoff ging in Reutlingen Baden-Württemberg zur Schule und musste in einer Fabrik arbeiten, um das Schulgeld für das Gymnasium aufzubringen. Als Schüler las er Karl Marx. Im Anschluss studierte er in West-Berlin. Dutschke, Horkheimer, Adorno und vor allem Wolfgang Abendroth waren die prägenden Personen der Zeit für ihn. Er war Wissenschaftlicher Mitarbeiter und von 1976 bis 1979 Lehrbeauftragter für das Fach Soziologie an der FU Berlin. Später arbeitete er als Buchhändler von 1973 bis 1998 in einem genossenschaftlichen Betrieb, als Journalist und als Lektor. Er war 1972 Mitbegründer des VSA-Verlages. Seit 1974 lebt er in Hamburg-St. Georg.

## Publikationen
Bischoff hat Arbeiten zur Politischen Ökonomie des Kapitalismus veröffentlicht. Schwerpunkt seiner Arbeit seit dem Ende der 1960er-Jahre waren Versuche, das Werk von Karl Marx – gegen die „marxistisch-leninistische Lesart“ – neu zu erschließen. Er ist Mitherausgeber und Autor der Zeitschrift Sozialismus. Regelmäßig veröffentlicht er Beiträge im Newsletter der Zeitschrift. Zudem ist er im Lektorat des VSA-Verlags tätig. Ferner gehört er zum Redaktionsbeirat der Z. Zeitschrift Marxistische Erneuerung.

## Politik
Bischoff war Mitglied der Falken, des SDS und der SPD, die er 1966 aus Protest gegen den Vietnamkrieg verließ. Anfang der 1980er-Jahre gehörte er den Demokratischen Sozialisten an. Er ist Mitglied der Arbeitsgruppe Alternative Wirtschaftspolitik („Memorandum-Gruppe“), der Sozialistischen Studiengruppen „SOST e. V.“ und Gewerkschafter bei ver.di.
Bischoff war bis Ende 2004 Mitglied der PDS. In den 1990er-Jahren sowie kurzfristig im Jahr 2000 war er Mitglied des Bundesvorstands der Partei. Er arbeitete unter anderem in der Arbeitsgemeinschaft Wirtschaftspolitik mit. 2004 gehörte er zu den Gründungsmitgliedern der WASG, bis April 2006 war er Mitglied des Bundesvorstands der Partei. Seit ihrer Gründung 2007 ist er Mitglied der Partei Die Linke und Mitglied im Ältestenrat der Linkspartei.
Bei der Bürgerschaftswahl 2008 in Hamburg wurde er für diese Partei in die Hamburgische Bürgerschaft gewählt. Er zog über den Bürgerschaftswahlkreis Hamburg-Mitte in das Parlament ein. Dort war er für seine Fraktion Fachsprecher für Haushalt/Finanzen, Stadtentwicklung und Sport. Zudem saß er in mehreren Ausschüssen und nahm verschiedene Funktionen wahr: Haushaltsausschuss, Prüfung der Haushaltsrechnung, Sportausschuss, Stadtentwicklungsausschuss, Vermögen und öffentliche Unternehmen sowie Wissenschaftsausschuss.
Im März 2009 wurde Bischoff als Direktkandidat für den Bundestagswahlkreis Hamburg-Mitte für die Bundestagswahl 2009 nominiert.
Bei der Bürgerschaftswahl 2011 verteidigte er sein Mandat im Wahlkreis Hamburg-Mitte, das er jedoch aus gesundheitlichen Gründen Ende November 2011 niederlegte. Für ihn rückte Tim Golke nach.

## Veröffentlichungen (Auswahl)
- mit Michael Menard: Marktwirtschaft und Sozialismus. Der Dritte Weg. VSA-Verlag, Hamburg 1990, ISBN 3-87975-540-X.
- mit Alex Demirović u. a.: Intellektuelle zwischen Fordismus und Postfordismus. Hamburg 2006, ISBN 3-89965-034-4.
- Entfesselter Kapitalismus. Transformation des europäischen Sozialmodells. Hamburg 2003, ISBN 3-89965-034-4.
- mit Sebastian Herkommer und Hasko Hüning: Unsere Klassengesellschaft. Verdeckte und offene Strukturen sozialer Ungleichheit. Hamburg 2002, ISBN 3-87975-861-1.
- Der Kapitalismus des 21. Jahrhunderts. Systemkrise oder Rückkehr zur Prosperität? Hamburg 2001, ISBN 3-87975-735-6.
- mit Knut Persson und Norbert Weber: Tatort HSH Nordbank. VSA, Hamburg 2010, ISBN 978-3-89965-445-5.
- mit Frank Deppe, Richard Detje und Hans-Jürgen Urban: Europa im Schlepptau der Finanzmärkte. VSA, Hamburg 2011, ISBN 978-3-89965-482-0.
- mit Christoph Liebers: Die „große Transformation“ des 21. Jahrhunderts. VSA, Hamburg 2013, ISBN 978-3-89965-554-4.
- Finanzgetriebener Kapitalismus: Entstehung – Krise – Entwicklungstendenzen. VSA ISBN 978-3-89965-599-5.
- mit Björn Radke: „Isch over“? Griechenland und die Eurozone – Syrizas Kampf gegen die neoliberale Hegemonie. Hamburg 2015, ISBN 978-3-89965-685-5.
- mit Klaus Steinitz: Götterdämmerung des Kapitalismus. VSA-Verlag, Hamburg 2016, ISBN 978-3-89965-693-0.
- Donald Trump – ein Präsident mit Risiko, die USA zwischen Niedergang der Demokratie und dem Umsturz der Weltordnung. Hamburg 2017, ISBN 978-3-89965-750-0. (VSA-Flugschrift)
- mit Stephan Krüger und Christoph Lieber: Die Anatomie und Zukunft der bürgerlichen Gesellschaft. Hamburg 2018, VSA-Verlag, ISBN 978-3-89965-795-1.